# 両江ホテル
両江ホテル（リャンガンホテル、朝: 량강호텔）は、朝鮮民主主義人民共和国（北朝鮮）平壌直轄市万景台区域にあるホテルである。

## 解説
大同江と普通江が落ち合う地点の丘の上に建設されている。
330室の客室があり、最上階には回転展望食堂がある and it has a library, billiard room,。万景峰と光復通り、青春通りの全景を眺めることができる。